# Poldasht
Poldasht este un oraș din Iran.